# Podlesie (Stanisławice)
Podlesie – część wsi Stanisławice w Polsce, położona w województwie małopolskim, w powiecie bocheńskim, w gminie Bochnia.
W latach 1975–1998 Podlesie położone było w województwie krakowskim.